# Lydia Pavón
Lydia Pavón, all'anagrafe Lydia Pavón Mayorga (Madrid, 23 novembre 1998), è un'attrice, ballerina e modella spagnola, nota per aver interpretato il ruolo di Gabriela Salmerón nella soap Una vita (Acacias 38).

## Biografia
Lydia Pavón è nata il 23 novembre 1998 a Madrid (Spagna), e oltre alla recitazione si occupa anche di danza.

## Carriera
Lydia Pavón ha iniziato a danzare fin da quando era piccola. Nel 2019 ha iniziato la sua carriera come attrice nel cortometraggio Cintura Dura diretto da Benny Terán. L'anno successivo, nel 2020, ha recitato nel film Nora diretto da Lara Izagirre. Nel 2021 è stata scelta per interpretare il ruolo di Gabriela Salmerón nella soap opera in onda su La 1 Una vita (Acacias 38) e dove ha recitato insieme ad attori come Clara Garrido, Carlos de Austria, Patxi Santamaría e Noelia Marló. Nello stesso anno ha recitato nella serie Los Protegidos: El regreso.
Nel 2022 ha ricoperto il ruolo di Manu nella miniserie La edad de la ira, e dove ha recitato insieme all'attrice Amaia Aberasturi. Nello stesso anno ha preso parte al cast della serie Desaparecidos. Nel 2023 è entrata a far parte del cast della terza stagione della serie di Prime Video La scuola dei misteri (El Internado: Las Cumbres).

## Filmografia

### Cinema
- Nora, regia di Lara Izagirre (2020)

### Televisione
- Una vita (Acacias 38) – soap opera, 10 episodi (2021)
- Los Protegidos: El regreso – serie TV (2021)
- La edad de la ira – miniserie TV (2022)
- Desaparecidos – serie TV (2022)
- La scuola dei misteri (El Internado: Las Cumbres) – serie TV, 8 episodi (2023)

### Cortometraggi
- Cintura Dura, regia di Benny Terán (2019)

## Doppiatrici italiane
Nelle versioni in italiano dei suoi film e delle sue serie TV, Lydia Pavón è stata doppiata da:
- Flora Bonafede in Una vita[17]